# La Famille Cleveland
Pour plus de détails, voir Fiche technique et Distribution.
La Famille Cleveland (Twister) est un film américain réalisé par Michael Almereyda, sorti en 1989.

## Synopsis
Maureen et Howdy partent à la recherche de leur mère.

## Fiche technique
- Titre : La Famille Cleveland
- Titre original : Twister
- Réalisation : Michael Almereyda
- Scénario : Michael Almereyda d'après le roman Oh de Mary Robison
- Musique : Hans Zimmer
- Photographie : Renato Berta
- Montage : Roberto Silvi
- Production : Wieland Schulz-Keil
- Société de production : Vestron Pictures (en)
- Pays de production :  États-Unis
- Genre : Comédie dramatique
- Durée : 93 minutes
- Dates de sortie : 
  - États-Unis : 30 juin 1989

## Distribution
- Harry Dean Stanton : Cleveland
- Suzy Amis : Maureen Cleveland
- Crispin Glover : Howdy
- Dylan McDermott : Chris
- Jenny Wright : Stephanie
- Lindsay Christman : Violet
- Charlayne Woodard : Lola
- Lois Chiles : Virginia
- David Brown : Bob Breevort
- Raleigh Lackey : Stan Manley
- Tim Robbins : Jeff
- Donal Donnelly : le médecin

## Accueil
Le film a reçu un accueil favorable de la critique. Il obtient un score moyen de 65 % sur Metacritic.